# Тројице-Сергијева лавра
Тројствена лавра Светог Сергеја или Тројице-Сергијева лавра (рус. Троице-Сергиева лавра) је најважнији руски православни манастир (статуса лавре) и духовни центар Руске православне цркве. Налази се у граду Сергијевом Посаду, око 70 км североисточно од Москве на путу за Јарослављ. Овај манастир је највеће образовно и издавачко средиште Руске православне цркве и у њему је смештена Московска духовна академија.

## Историја
Манастир је основао 1345. један од најслављенијих руских светаца, Свети Сергије Радоњешки, који је саградио дрвену цркву у част Свете Тројице на брду Маковец. У Саборној цркви Свете Тројице чувају се мошти преподобног Сергеја Радоњешког. Ова црква је најстарија сачувана камена грађевина у манастиру. Од 1422. до 1423. зидали су је српски градитељи, који су у Русији нашли уточиште након османских освајања Српске земље, о чему сведочи и српски монах и хагиограф, Пахомије Логотет (у руским изворима познат као Пахомије Србин), писац житија Светог Сергеја Радоњешког.
Тројице-Сергијеву лавру је од 1608. до 1610. неуспешно опседала пољска-литванска војска. У овом манастиру је живео и радио значајни руски иконописац и светитељ Андреј Рубљов. Статус лавре овај манастир је стекао 1744. 

## Галерија
- Храм Светога Духа (1476)
- ? Кула (1650)
- Звоник (1740—1770)
- Трпезаријски храм и катедрала Успења Пресвете Богородице
- Гробница